# Ludwig der Kelheimer

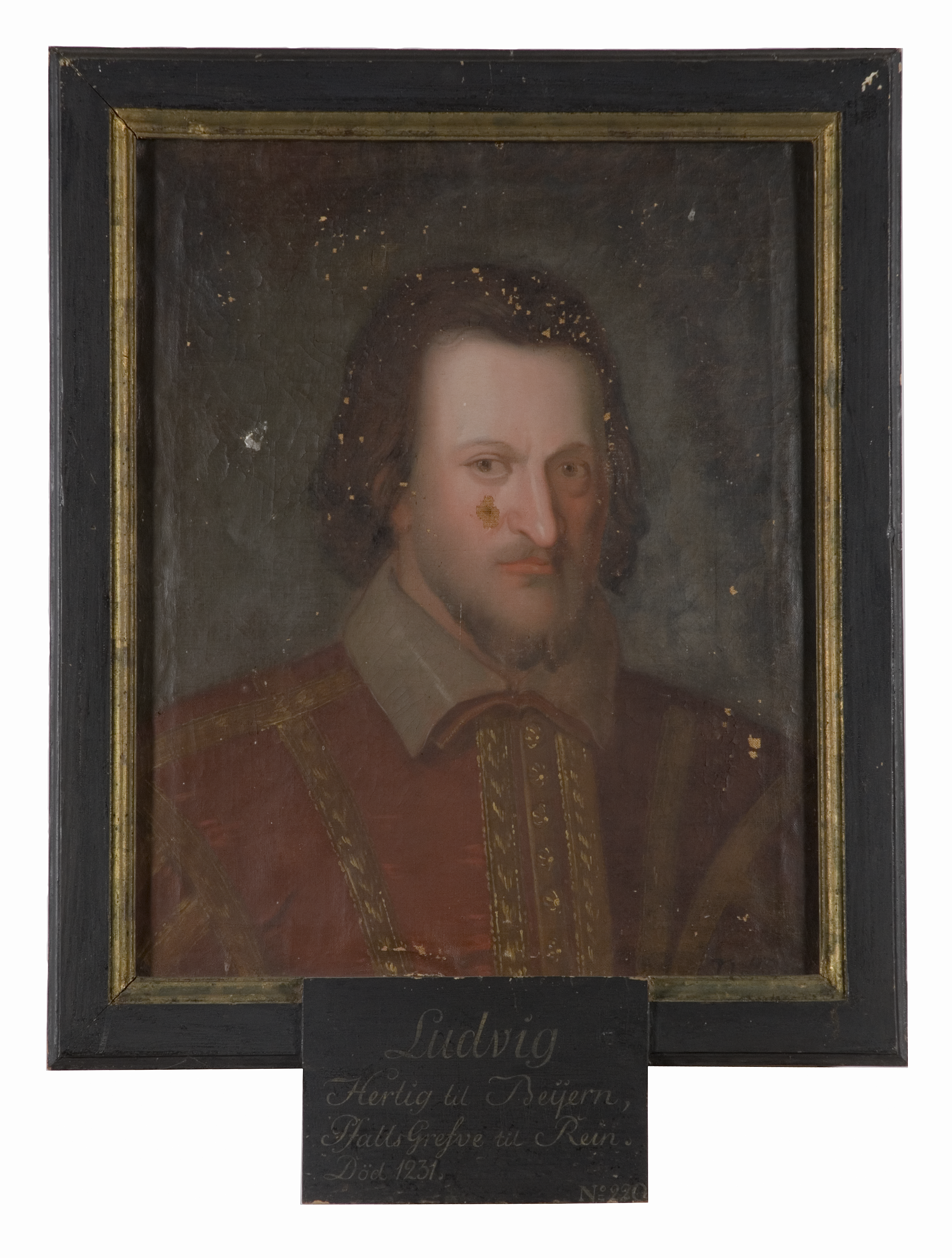
Ludwig I. (Idealbildnis im Schwedischen Nationalmuseum, wohl aus der Zeit des Wittelsbacher Schwedenkönigs Karl X. Gustav)

Ludwig I. (* 23. Dezember 1173 in Kelheim; † 15. September 1231 ebenda) war seit 1183  Herzog von Bayern und ab 1214 Pfalzgraf bei Rhein. 1226 wurde er zudem Reichsgubernator. Er gehörte dem Geschlecht der Wittelsbacher an. Ludwig gründete mehrere Städte und konnte den Machtbereich seines Hauses auf Kosten anderer Geschlechter ausweiten. Den Beinamen der Kelheimer erhielt er, da er in Kelheim einem Attentat zum Opfer fiel.

## Leben

### Herkunft und Herrschaftsbeginn
Ludwig soll 1173 auf der Burg Kelheim geboren worden sein. Bereits mit zehn Jahren folgte er seinem Vater Otto I. als Herzog nach. Seine Mutter Agnes sowie seine Onkel Konrad und Otto führten für ihn bis zur Volljährigkeit die Regierung. Ludwig machte durch die Hand seiner Mutter mehrfach Schenkungen an die Kirche. In den Urkunden wird Agnes von Loon als „Domina Agnes Ducissa“ („Frau Herzogin Agnes“) bezeichnet. Die Regentschaft für ihren Sohn sicherte sie vor allem durch ihre „starke Persönlichkeit“, wodurch es ihr gelang, den Regentschaftsrat zusammenzuhalten.

### Herzog und Reichsgubernator
Im Sommer 1192 erhielt er in Anwesenheit Kaiser Heinrichs VI. die Schwertleite. Wenig später rettete ihm der Kaiser das Herzogtum, als er die bayerischen Fehden um erledigte Lehen mit einem Machtwort beendete und sich dabei auf die Seite Ludwigs stellte. Bis zum Tod Heinrichs VI. blieb Ludwig ein loyaler Anhänger des Kaisers und begleitete den Staufer 1194 auch nach Italien auf dessen zweiten Kriegszug zur Eroberung des Königreiches Sizilien, das Heinrichs Gattin Konstanze als Alleinerbin beanspruchen konnte. Im Thronstreit nach dem Tod Kaiser Heinrichs VI. blieb Ludwig einer der wichtigsten Anhänger von Heinrichs jüngerem Bruder, dem Staufer Philipp von Schwaben.
Mit einer klugen Politik und geschicktem Heiraten erweiterte Ludwig kontinuierlich seinen Einfluss und seine Machtgrundlagen und begründete damit den Aufstieg der Wittelsbacher als eines der bedeutendsten Fürstengeschlechter im Reich. Vor allem konnte er sich gegen die mächtigen Bischöfe seiner Region durchsetzen, die in Freising, Regensburg, Salzburg, Passau und Augsburg saßen. Es gelang ihm zwar nicht, Regensburg, die alte Hauptstadt des früheren Stammesherzogtum Baiern, aus der Herrschaft von König und Bischof an sich zu bringen, doch konnte er nach dem Aussterben der Babonen um 1200 immerhin deren allodiales Erbe, die Burggrafschaft Regensburg (als prefectus Ratisbonensis) an sich bringen, zu der die Ämter Haidau, Riedenburg, Nittenau und Regenstauf gehörten, sowie die Landgrafschaft Stefling.
Ludwigs Bedeutung liegt nicht zuletzt in seinen Stadtgründungen. U. a. gründete er 1204 Landshut, 1218 die Straubinger Neustadt und 1224 Landau an der Isar. Nachdem Ende des 12. Jahrhunderts die Burg Wartenberg abgebrannt war, machte Ludwig Kelheim und Landshut zu seinen bevorzugten Residenzen; in Landshut hatte er um 1204 die Burg Trausnitz neu erbaut. In München residierte er im Alten Hof, den vielleicht schon sein Vater begründet hat, den er aber ausgebaut haben dürfte. Sein erster Aufenthalt in München ist im Jahr 1200 bei einem Zusammentreffen mit dem Bischof von Freising belegt, der Alte Hof selbst wird aber erst 1319 erstmals urkundlich erwähnt. Ausgrabungen deuten darauf hin, dass die Burganlage schon im 12. Jahrhundert begründet wurde. Um 1220 begann unter seiner Herrschaft der Bau des noch heute in Resten erhaltenen Herzogshofs in Regensburg am Alten Kornmarkt.

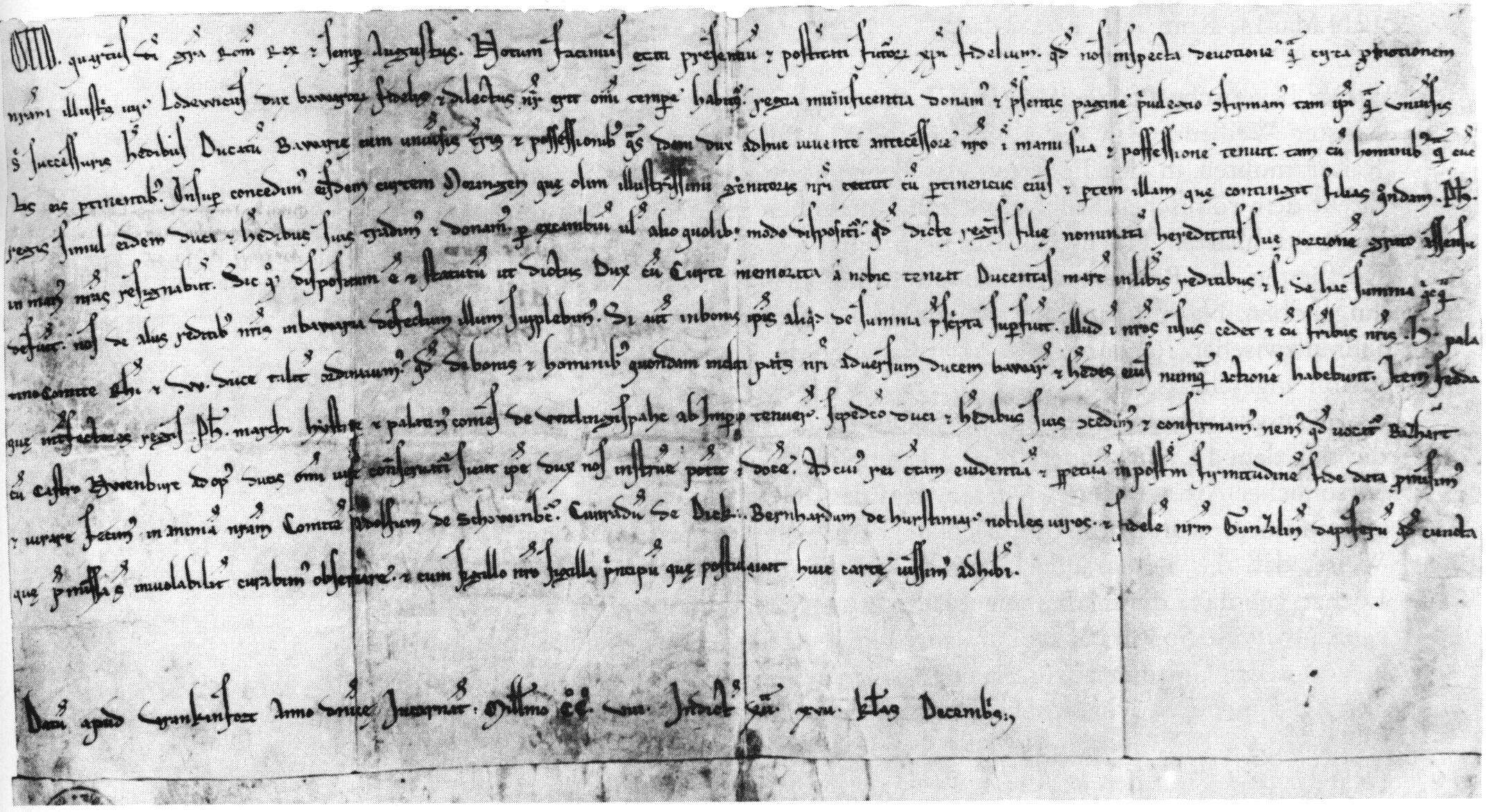
Die Urkunde Ottos IV. über die erbliche Belehnung Ludwigs mit Bayern, ausgestellt am 15. November 1208. München, Bayerisches Hauptstaatsarchiv, Kaiserselekt 593

Nach der Ermordung König Philipps in Bamberg im Juni 1208 durch Ludwigs Cousin, Pfalzgraf Otto VIII. von Wittelsbach, wandte sich die staufische Partei dem Welfen Otto IV. zu, der nun von 1208 bis 1211 Alleinherrscher im Reich war. Als erster Parteigänger der Staufer wechselte Ludwig in das Lager Ottos IV. Nachdem der Pfalzgraf geächtet und 1209 erschlagen worden war, ließ Herzog Ludwig I. dessen Burg Wittelsbach, den namensgebenden Stammsitz seiner eigenen Familie, selbst schleifen. Es gelang dem Herzog aber auch, Kaiser Otto IV. davon zu überzeugen, dass nicht nur sein Cousin, der Pfalzgraf, sondern auch Bischof Ekbert von Bamberg aus dem Hause Andechs-Meranien das Bamberger Attentat mitgeplant und ausgeführt habe. Ludwig konfiszierte daraufhin die Güter der Familie Andechs-Meranien in Bayern. Diese Güter behielt Ludwig auch, nachdem seine Behauptung sich eindeutig als falsch erwiesen hatte. Die Güter und Vogteien des Herzogtums Meranien konnte Ludwig nach dem Bamberger Königsmord somit überwiegend an sich ziehen. Des Weiteren bestätigte Otto IV. Ludwig die Erblichkeit seiner Würde als Herzog von Bayern.
Zu Pfingsten 1212 wurde Ludwigs Sohn Otto im Alter von sechs Jahren mit Agnes von Braunschweig (1201–1267) verlobt, der Tochter des welfischen Pfalzgrafen bei Rhein, Heinrich V. von Braunschweig (die Eheschließung fand erst 1222 statt). Schon im Herbst 1212 wechselte Ludwig wieder in das staufische Lager als Parteigänger des Stauferkönigs Friedrich II., der zu Ottos Gegenkönig gewählt worden war. Nachdem Pfalzgraf Heinrichs einziger Sohn 1214 im Alter von 17 Jahren ohne Nachkommen verstorben war, wurde Ludwig mit der Pfalzgrafschaft bei Rhein belehnt. Da bereits Kaiser Otto IV. ihm die Erblichkeit des Herzogtums Bayern bestätigt hatte, legte Ludwig sowohl den Grundstein für die jahrhundertelange wittelsbachische Herrschaft in Bayern als auch für Herrschaftsbeginn in der Pfalz. Von nun an durfte er den Löwen im Wappen führen. Ludwig I. verlegte seinen Hauptsitz 1214 nach Heidelberg, wo bereits Konrad der Staufer seit 1182 als Pfalzgraf residiert hatte.
Im Jahre 1221 nahm er am Fünften Kreuzzug nach Ägypten teil. Dort geriet er im August in die Gefangenschaft des Sultans al-Kamil und wurde später gegen Lösegeld freigelassen. Wieder in Deutschland wurde er auf Wunsch Friedrichs II. im Jahre 1226 Vormund für dessen Sohn König Heinrich (VII.). Auf dem Reichstag zu Augsburg im Juli 1226 wurde Ludwig das Amt des Reichsgubernators übertragen. Er scheiterte im Folgejahr im Konflikt der Staufer mit dem Welfen Otto bei dem Versuch, Braunschweig zu erobern.
Am 25. Dezember 1228 entledigte sich Heinrich der Vormundschaft Ludwigs und regierte selbstständig. In der Folge verschlechterte sich das Verhältnis Ludwigs sowohl zu seinem Mündel als auch zum Kaiser. Ludwig intrigierte mit dem Papst gegen die Staufer, es kam mit dem Kaiser zu Differenzen in Fragen der Kirchenpolitik, während der Konflikt mit Heinrich (VII.) 1229 sogar mit militärischen Mitteln ausgetragen wurde, wobei Ludwig in die Defensive geriet. Derart unter Druck geraten, zog Ludwig sich 1230 auf seine Kelheimer Burg zurück.

### Hauptresidenzen

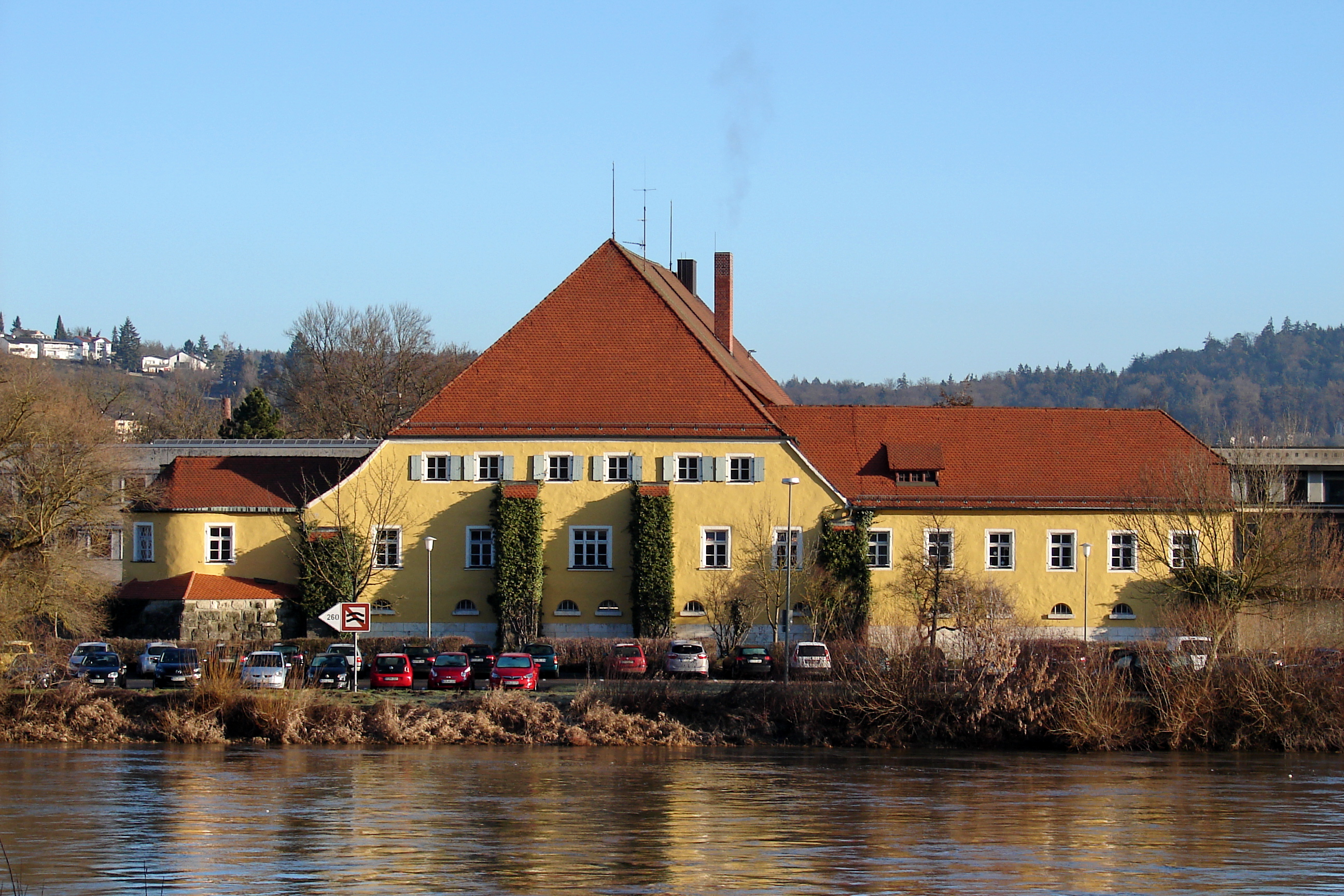
Kelheim: Amtsschloss (am Standort der Herzogsburg)
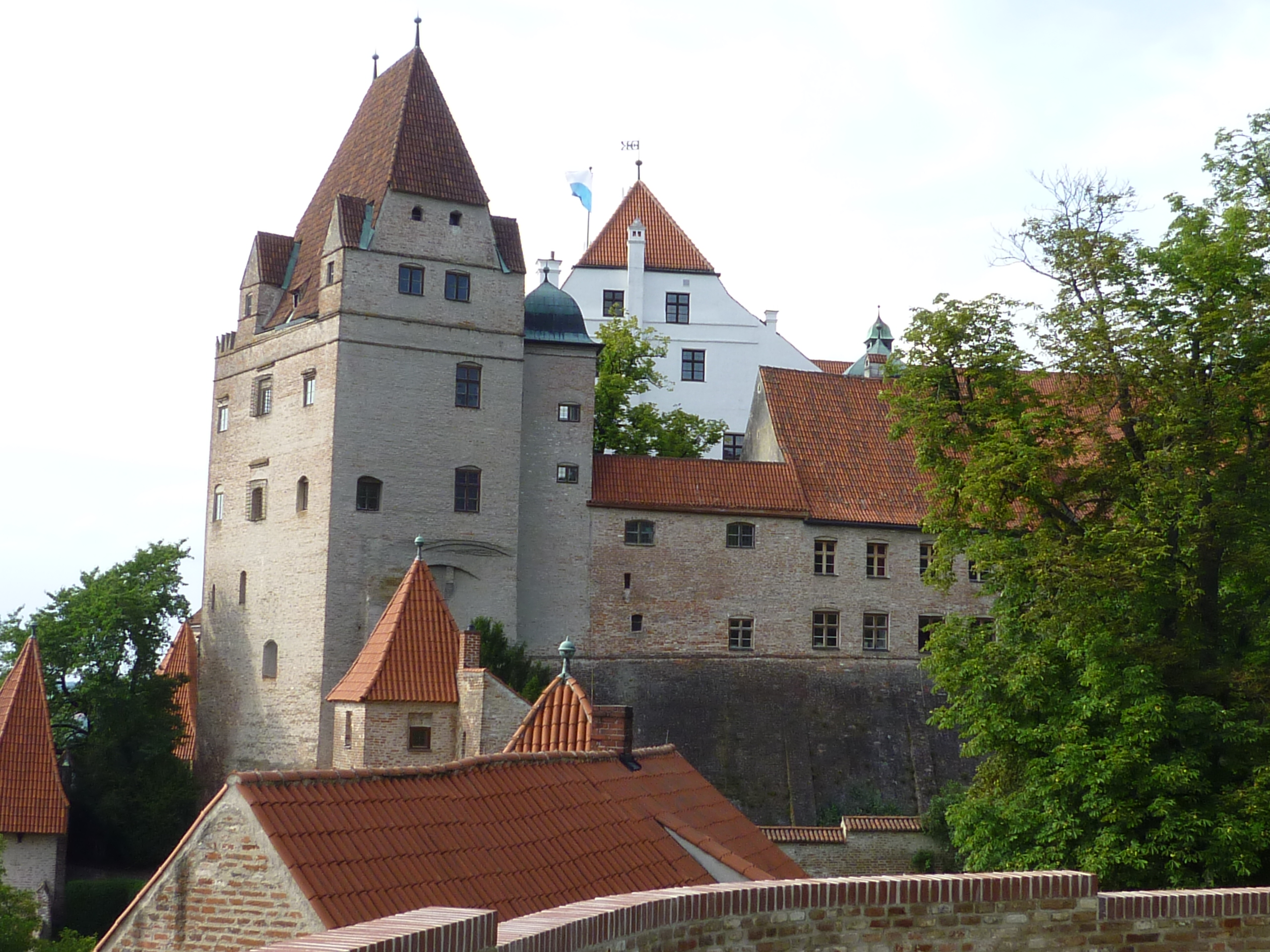
Burg Trausnitz, Landshut
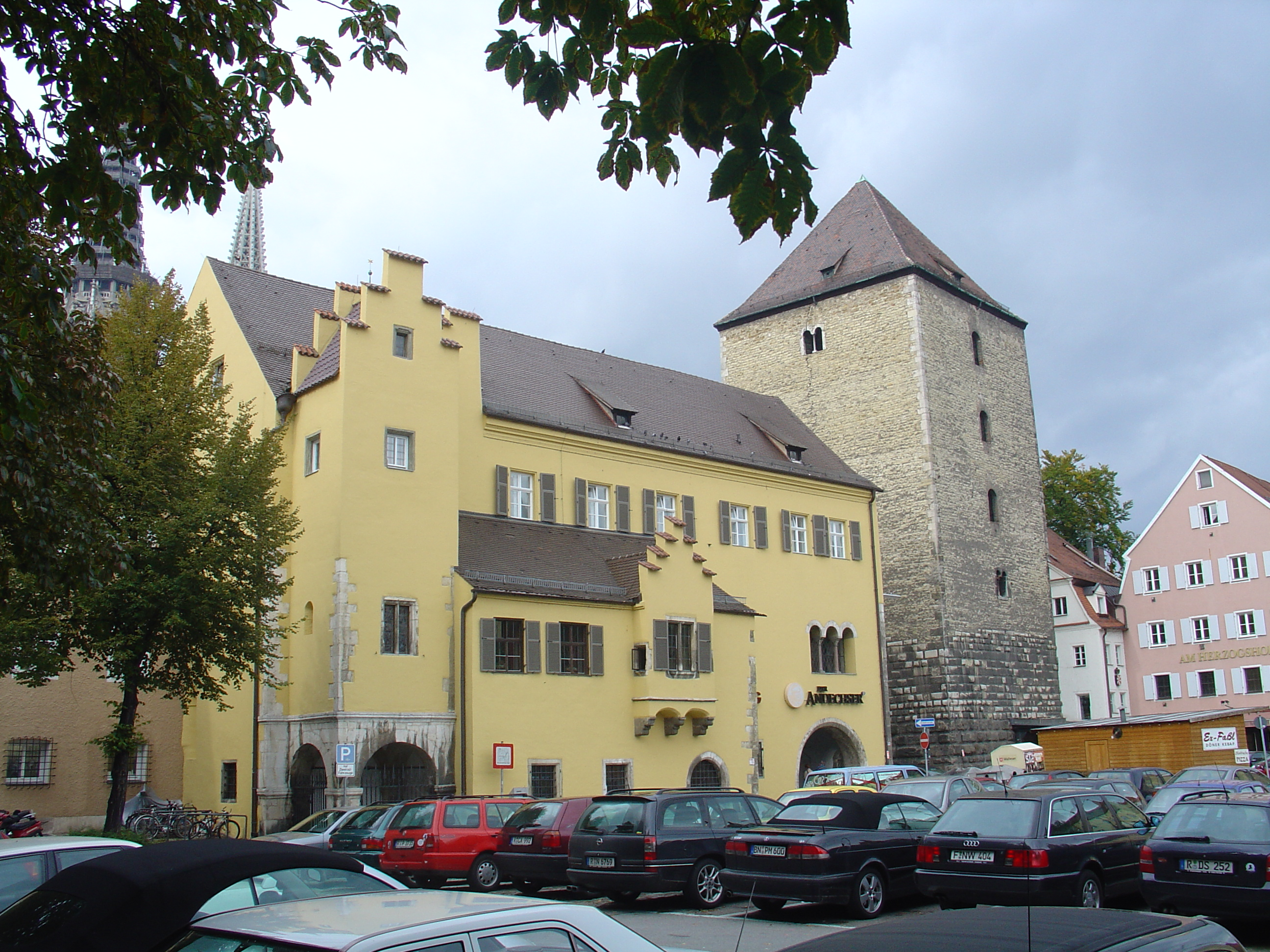
Herzogshof, Regensburg
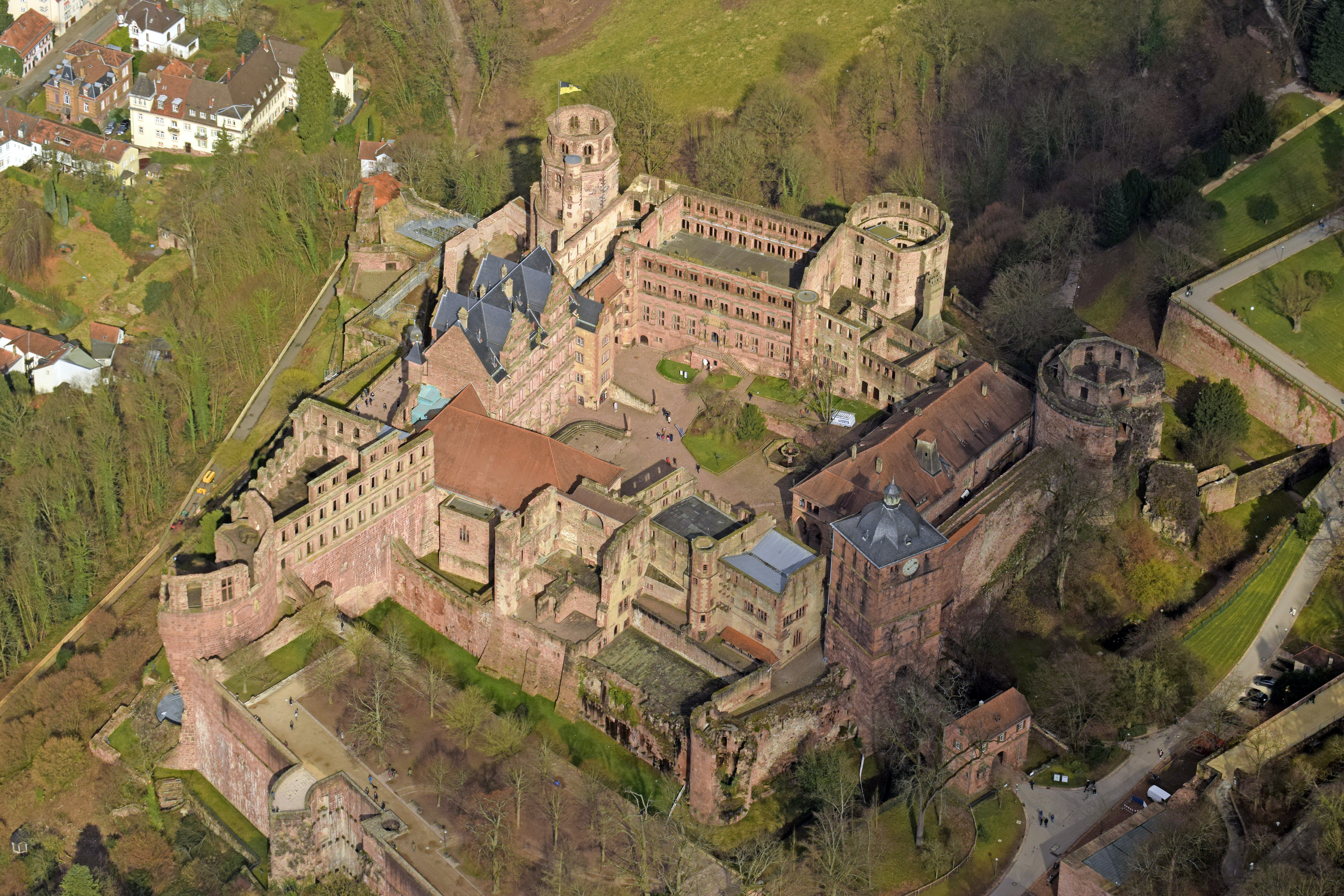
Heidelberger Schloss
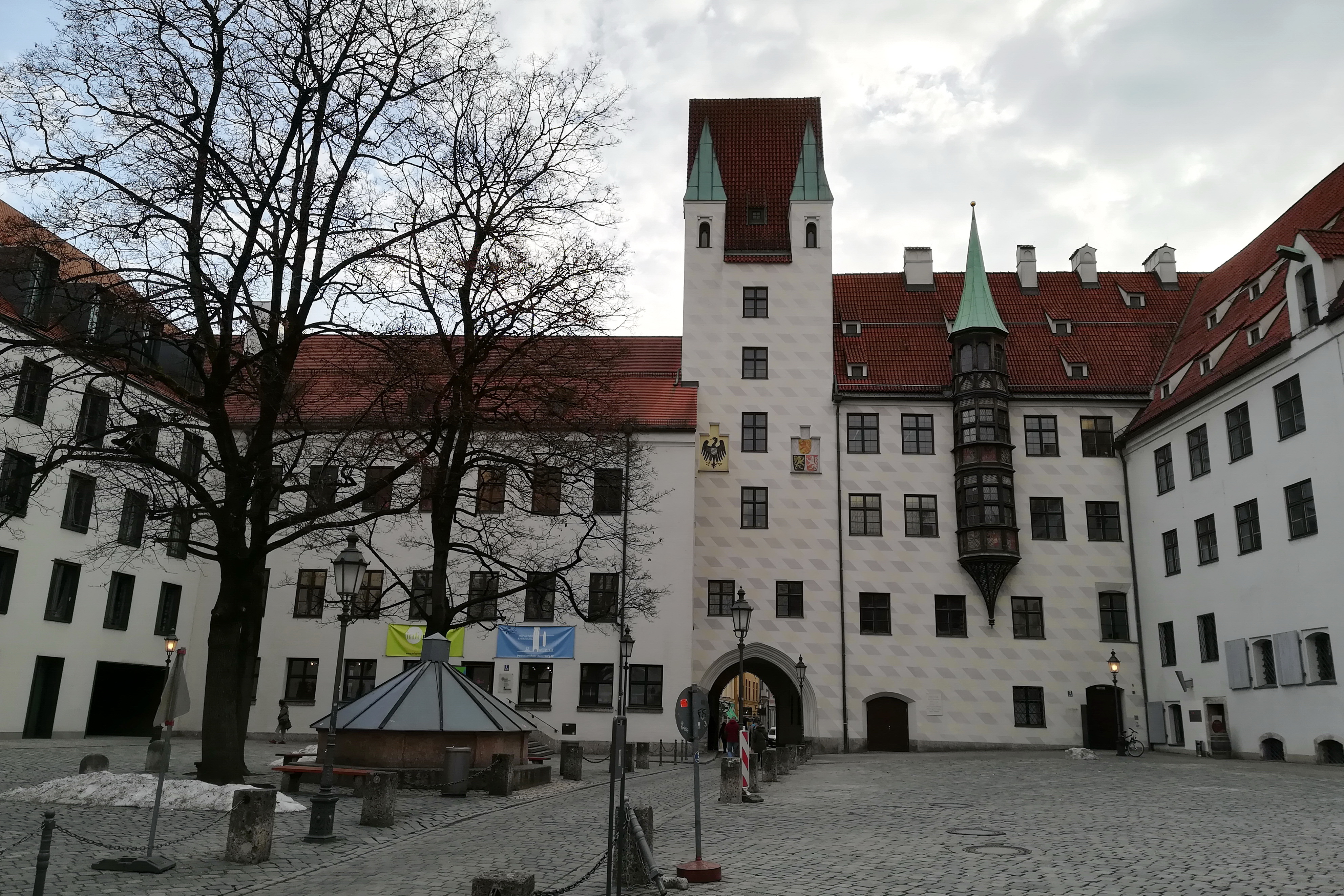
Alter Hof, München (am Standort der Herzogsburg)

### Tod und Nachfolge

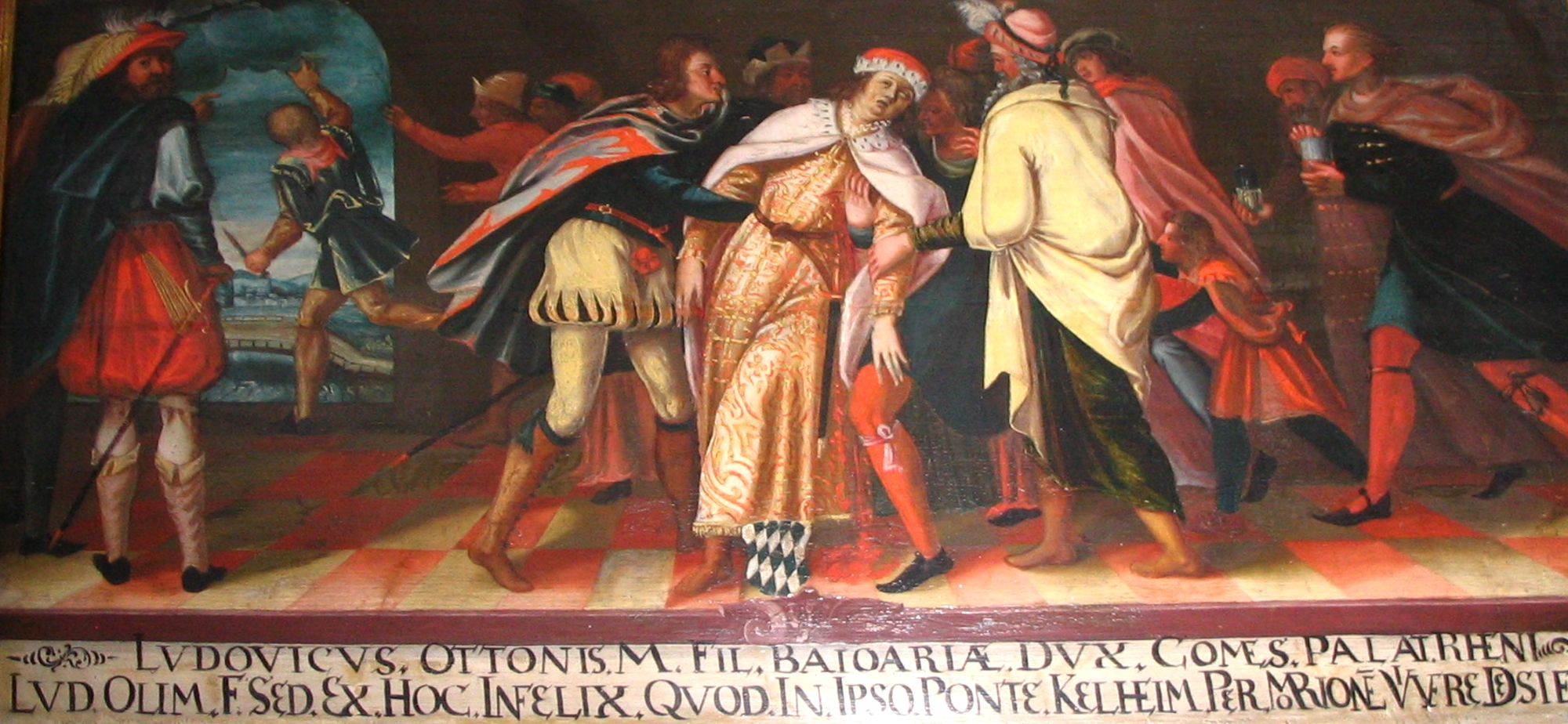
Fürstenkapelle im Kloster Scheyern: Die Ermordung Ludwig des Kelheimers

Im September 1231 wurde Ludwig auf einer Brücke über die Kleine Donau, einen Seitenarm der Altmühl, an der Stelle der heutigen Ottokapelle in der Stadt Kelheim ermordet. Der unbekannte Attentäter wurde gleich darauf getötet. Die Tathintergründe sind (auch deshalb) bis heute nicht abschließend geklärt.
Die Tat wird vom Chronisten Hans Ebran von Wildenberg wie folgt geschildert:

„Der fürst ward erstochen  zuo Kelheim von einem unbesinten menschen. Das begab sich also, das der fürst spacieren ging an dem gestat der Tunaw, do ward das arm unbesint mensch gereitzt zuo zorn, von jungen edeln lewten also ser erzürnt, das er den fürsten anlief und ein messer in ihn stach...“

Da der Mörder unmittelbar nach der Tat getötet wurde und nicht mehr aussagen konnte, wurde vielfach über die Motive spekuliert. Das Zitat legt nahe, dass es sich um die spontane Tat eines Verwirrten oder Gereizten gehandelt habe; es ist zwar erst ca. 250 Jahre später geschrieben worden, doch verfügte der Chronist vermutlich noch über urkundliche oder mündliche Überlieferungen hierzu. Es wurden aber auch politische Gegner in Erwägung gezogen, die ein Interesse an seinem Tod gehabt haben könnten, darunter König Heinrich VII., die Grafen von Andechs oder innerbairische Adlige, gegen die er die wittelsbachische Landeshoheit durchgesetzt hatte. Ludwigs Grab befindet sich in der Fürstenkapelle im Kloster Scheyern.
Ludwigs Sohn und Nachfolger, Otto der Erlauchte, ließ im folgenden Jahr die Kelheimer Brücke abbrechen und wandelte das Tor in eine Kapelle um. Nachfolgend verlagerte sich der herzogliche Vorort von Kelheim nach Landshut.
Zum Gedächtnis des Herzogs Ludwig stiftete seine Witwe Ludmilla 1232 das Klosters Seligenthal bei Landshut. In der Abteikirche befinden sich in einem Schrein auf dem Mittelpfeiler Holzskulpturen des Herzogspaares. Sie wurden um 1320 geschaffen.

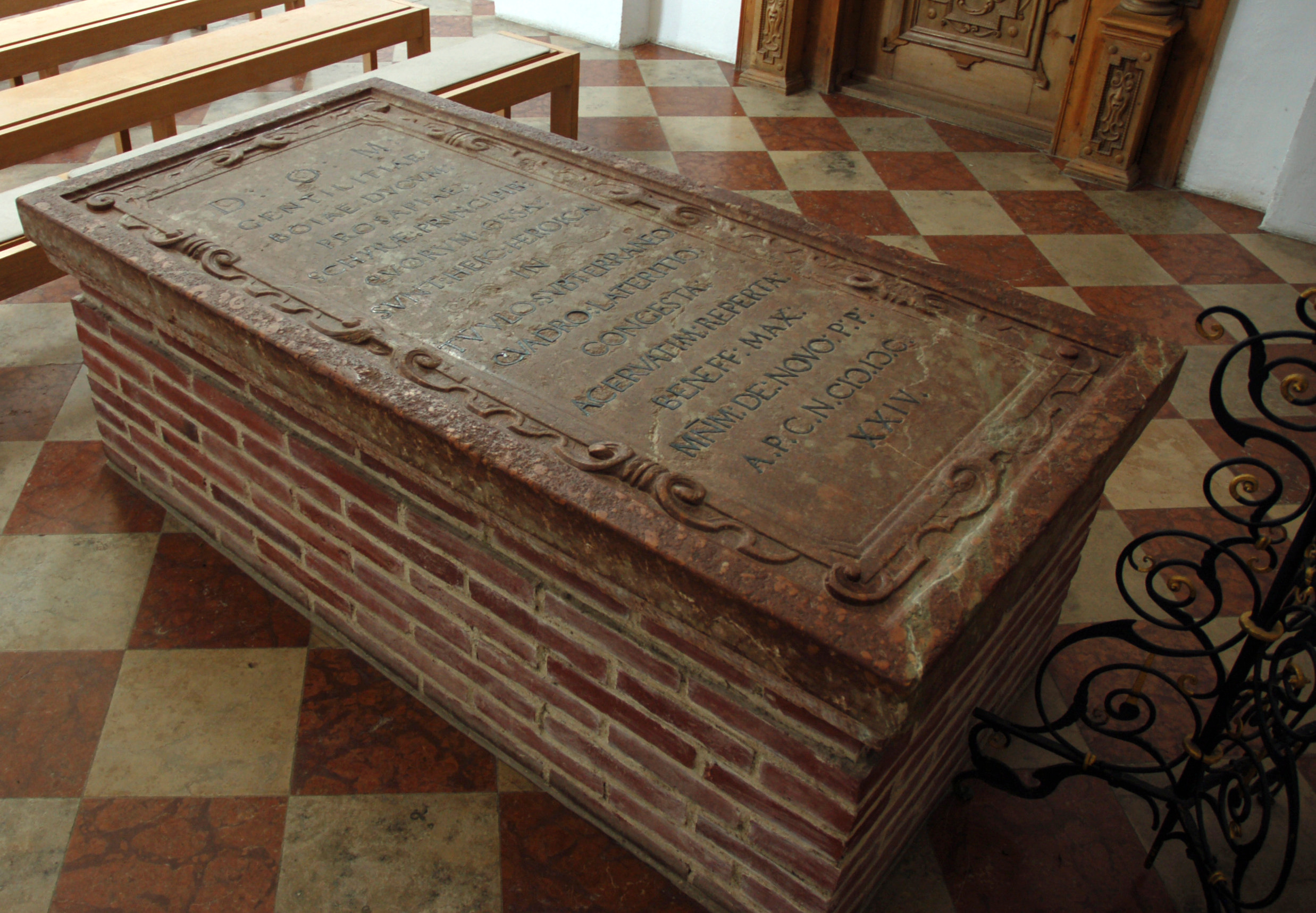
Grablege der frühen Wittelsbacher im Kloster Scheyern
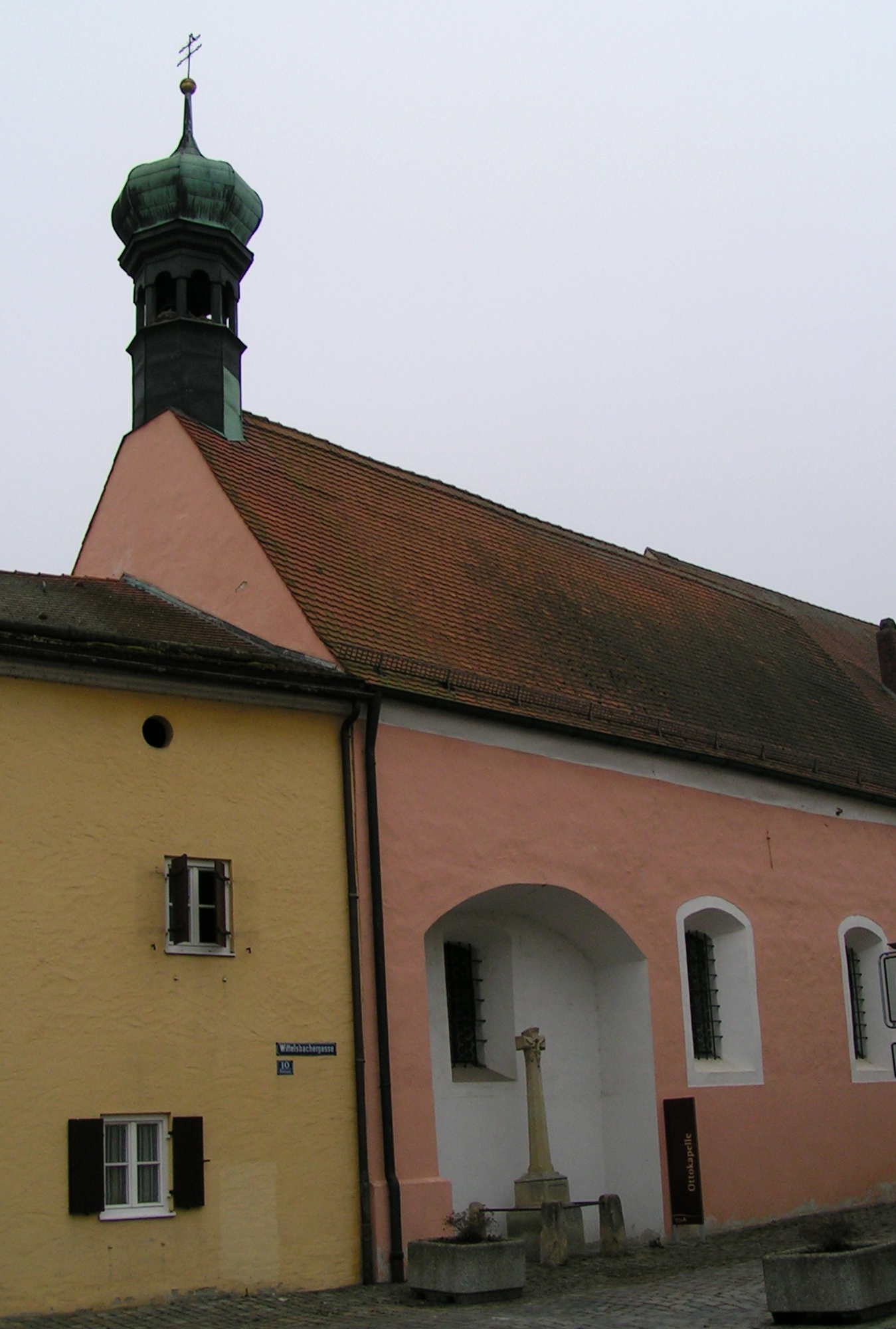
Kapelle Ottos des Erlauchten in Kelheim

## Familie
Ludwig heiratete Ende Oktober 1204 in Kelheim die Witwe des Grafen Adalbert III. von Bogen, Prinzessin Ludmilla von Böhmen. Sie war die Tochter des Přemysliden Friedrich von Böhmen und dessen Gattin Elisabeth von Ungarn. Aus der Ehe ging nur ein Sohn hervor, Otto II. (1206–1253), der 1222 Prinzessin Agnes (1201–1267) heiratete, eine Tochter des Herzogs Heinrich von Sachsen und seiner Gattin Pfalzgräfin Agnes bei Rhein. Mit seiner Ehe gewann Ludwig König Ottokar I. von Böhmen, den Cousin seiner Gemahlin, zum Verbündeten und konnte damit den sich ausbreitenden Babenbergern die Stirn bieten.
Da die Söhne aus Ludmillas erster Ehe mit Graf Adalbert III. von Bogen früh starben, konnte Ludwigs Sohn Otto sich die Herrschaft über die Grafschaft Bogen und damit deren weiß-blaues Rautenwappen für Bayern sichern.